# Hélène Lindqvist

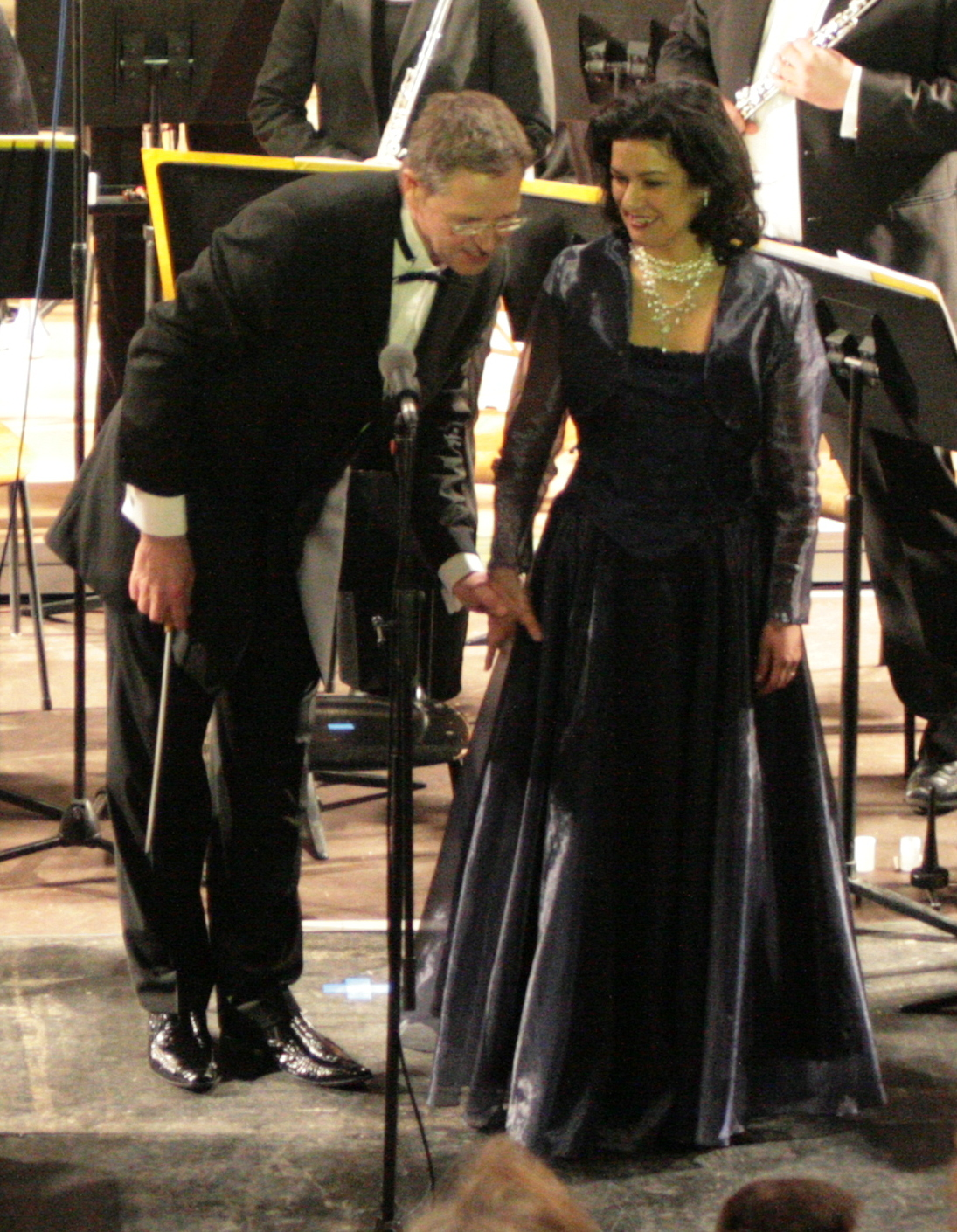
Hélène Lindqvist zusammen mit dem Dirigenten Douglas Bostock am Ende eines Konzerts in der Pauluskirche in Ulm

Hélène Lindqvist (* in Stockholm) ist eine schwedische Opern-, Operetten-, Oratorien-, Lied-, Musical- und Konzertsängerin mit der Stimmlage Sopran (zunächst lyrischer Sopran, später zunehmend dramatischer Sopran).

## Biografie und künstlerisches Wirken
Lindqvist ist von schwedisch-ägyptischer Abstammung. Sie erhielt ihren grundlegenden Gesangsunterricht bei Florence Düselius in Stockholm. Weitere Gesangsstudien führten sie an das Mozarteum Salzburg und an die Hochschule für Musik und Theater in Saarbrücken. Meisterklassen bei Eva Marton, Kammersänger Bernd Weikl und Jessica Cash ergänzten ihre gesangliche Ausbildung. Noch als Studentin gewann sie den 1. Preis im internationalen Liedwettbewerb „Concerto delle donne“ in Kassel und sang am Saarländischen Staatstheater die Sopranpartie in György Ligetis Aventures et nouvelles aventures.
Nach Abschluss des Studiums wurde Lindqvist festes Ensemblemitglied des Saarländischen Staatstheaters. Dort war sie zwischen 1997 und 2001 u. a. als Ilia in Mozarts Idomeneo, als Ännchen in Webers Freischütz, als Kriemhild in Oscar Straus’ Die lustigen Nibelungen, wie auch in den Hauptpartien zweier Uraufführungen zu erleben – Die Reise von Ruth Zechlin und Swin Swin – Musiktheater in 10 Szenen (Auftragswerk des SR und des Saarländischen Staatstheaters Saarbrücken) von Tobias PM Schneid. Nach vier Jahren in Saarbrücken folgte ein Festengagement am Theater Regensburg. Dort brillierte sie als Gilda in Giuseppe Verdis Rigoletto und als Franzi in der Operette Wiener Blut von Johann Strauß. Ferner sang die Sopranistin 2003 an der Staatsoper Hamburg die Partien der Fortuna und der Damigella in L’incoronazione di Poppea von Claudio Monteverdi unter der Leitung von Alessandro De Marchi.
Von 2006 bis 2009 war Lindqvist festes Ensemblemitglied am Theater Ulm. Hier sang sie ein breites Repertoire, das von der Titelpartie in Georg Friedrich Händels Alcina über die Tatjana in Tschaikowskis Eugen Onegin, der Gilda in Verdis Rigoletto bis hin zur Mary Magdalene in Andrew Lloyd Webbers Jesus Christ Superstar reichte. Außerdem sang sie in Oper und Operette u. a. Partien wie die Donna Fiorilla in Il turco in Italia von Gioachino Rossini, die Contessa Almaviva in Mozarts Le nozze di Figaro, die Konstanze in Die Entführung aus dem Serail, die Kurfürstin Marie in Der Vogelhändler von Carl Zeller schließlich die Sopranpartie in Arnold Schönbergs Melodrama Pierrot Lunaire. Die choreografische Umsetzung der Dreimal sieben Gedichte aus Albert Girauds Pierrot lunaire fand überregional große Beachtung. Es folgten weitere Engagements als Tatjana in Eugen Onegin am Theater von Regensburg und als Violetta Valéry in Verdis La traviata im Palmengarten Frankfurt.
Seit 2011 widmet sich Lindqvist insbesondere dem Kunstlied. Zusammen mit ihrem Ehemann und Klavierpartner Philipp Vogler, Professor für Musikalische Einstudierung und Rollenstudium an der Hochschule für Musik und Theater in München, startete sie The Art Song Project. Hier werden Lieder von zu Unrecht vergessenen Komponisten vorgestellt. Inzwischen sind auf der Seite über 150 Lieder zu hören. Auch der Rundfunk ist mittlerweile auf das Projekt aufmerksam geworden. So sendeten bereits WDR, Deutschlandfunk, SF und sogar die BBC die Einspielungen des Lied-Duos. Eine besondere Liebe verbindet die Sopranistin mit den Komponisten ihrer schwedischen Heimat. Eine CD mit Liedern des Schweden Gunnar de Frumerie liegt mit ihr bei Valve-Hearts vor. Für das Label col-legno und den Deutschlandfunk hat sie als Ersteinspielung die Jugendlieder von Alban Berg aufgenommen. Diese Einspielung wurde in der Neuen Zeitschrift für Musik als „mustergültige Interpretation“ ausgezeichnet. Unter der Leitung von Peter Stangel erschien ebenfalls eine Aufnahme der 4. Sinfonie von Gustav Mahler mit der die taschenphilharmonie beim Label NEOS. Bei cpo liegen Ersteinspielungen von Liedern von Heinrich von Herzogenberg und im Eigenverlag (TASP) die Persischen Liebeslieder von Anton Rubinstein vor.
2013 hat Lindqvist ins dramatische Sopranfach gewechselt. Nach diversen Konzerten im neuen Fach, wie als Sieglinde im 1. Aufzug von Richard Wagners Walküre und in Ausschnitten als Brünnhilde in Siegfried und Götterdämmerung, der Sopranpartie in Verdis Messa da Requiem und Vier letzte Lieder von Richard Strauss, fand im Sommer 2017 ihr Debüt in der Titelpartie von Verdis Aida bei Open-Air-Vorstellungen am Theater Ulm statt.
Neben ihrer Bühnenpräsenz verfügt die Sopranistin über ein umfangreiches Konzertrepertoire, was durch ihre zahlreichen Liederabende u. a. in Deutschland, Griechenland, Schweden und in den USA zum Ausdruck kommt. Sie singt fast alle wichtigen Partien ihres Faches, u. a. in Werken von Bach, Bruckner, Dvořák, Mahler, Schubert, Verdi und Wagner. Die diplomierte Gesangspädagogin gab 2014 Meisterkurse am East Los Angeles College, in Seeshaupt und regelmäßig in ihrer schwedischen Heimat an der Härnösands Folkhögskola.
Die Sängerin ist inzwischen auch als Malerin erfolgreich. Ihre Bilder sind für den „ARTIG“ Kunstpreis in Kempten nominiert und ausgestellt worden, ebenso in einer größeren virtuellen Ausstellung unterwegs.
Hélène Lindqvist und Philipp Vogler sind die Eltern von Mimi & Josy, welche die Siebte Staffel von The Voice Kids gewannen.

## Auszeichnungen
- 1. Preis beim Internationalen Wettbewerb Concerto delle donne in Kassel
- 2. Preis beim Walter-Gieseking-Wettbewerb in Saarbrücken
- Finalistin bei der Marjorie-Lawrence-Competition in Washington

## Diskografie
- Alban Berg: Jugendlieder (Label Col Legno; 2006)
- Gustav Mahler: Symphonie n:4 Taschenphilharmonie/Stangel (NEOS 2005)
- Dimitri Terzakis: Daphnis und Chloe: Solo für Sopran n.2; Lieder ohne Worte (Col Legno 2005)
- Gunnar de Frumerie, Lieder: Phönix Nr. 1 (Valve-Hearts 1997)
- Heinrich von Herzogenberg: Lieder 2013 (CPO)[12]
- Anton Rubinstein: Persian love songs, Lieder 2012 (TASP The Art Song Project Eigenverlag)[13]